# Жуковский, Станислав Юлианович

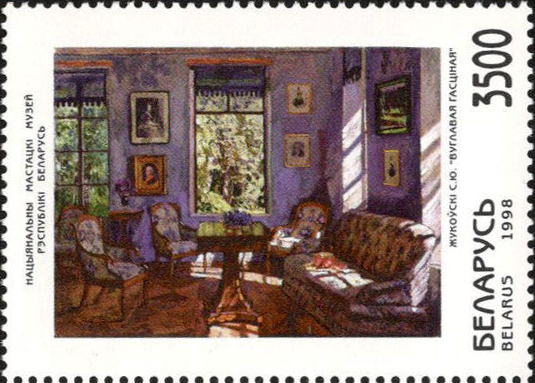
Почтовая марка Республики Беларусь, 1998 год, репродукция картины Станислава Жуковского «Угловая гостиная»

Станислав Юлиа́нович Жуко́вский (13 [25] мая 1873, Ендриховцы, Гродненская губерния — август 1944[…], Дулаг 121 в Прушкуве, Прушковский повет) — польский, русский художник, пейзажист, передвижник, испытавший влияние французских импрессионистов. После революции эмигрировал, проживал в Польше, погиб в нацистском концлагере.

## Биография
Родился в семье польского шляхтича Юлиана Жуковского, лишённого владений и дворянских прав за участие в Польском восстании 1863 года.
Учился в Белостокском реальном училище, где его талант заметил молодой преподаватель и художник Сергей Южанин. В 1892 году Жуковский, вопреки воле отца, отправился в Москву учиться живописи. Окончил Московское училище живописи, ваяния и зодчества в 1901 году. Учился у Исаака Левитана и Василия Поленова. С 1895 года участвовал в выставках передвижников. На рубеже столетий его картины «Весенний вечер» и «Лунная ночь» были приобретены в собрание Третьяковской галереи.
К началу XX века стал одним из самых известных в России пейзажистов импрессионистического направления. С 1903 года — член Товарищества передвижных художественных выставок; с 1907 года — член Союза русских художников, в том же году был избран академиком живописи. Участвовал в выставках «Мира искусства». Жил преимущественно в Москве. Организовал здесь частную школу, где преподавал в 1907—1917 годах (в школе обучался В. Маяковский). Много путешествовал по Средней полосе России (в частности, в Тверской губернии), изучая старинные «дворянские гнёзда».
После Октябрьской революции положение Жуковского осложнилось. Хотя он работал в Комиссии по охране памятников, где в частности выступил с инициативой превращения усадьбы Кусково в музей, его собственное искусство оказалось ненужным новой власти. В 1919 году переехал в Вятку, в 1921 вернулся в Москву. В сентябре 1923 года уехал в Польшу. Там открыл частную школу живописи, устраивал персональные выставки в Варшаве и Кракове. В 1930 годах Исаак Бродский и другие друзья художника уговаривали Жуковского вернуться в СССР, но он оставался в Польше.
В августе 1944 году при подавлении Варшавского восстания был арестован нацистами. Умер в концентрационном лагере в Прушкове в 1944 году.

## Творчество
Все без исключения полотна Жуковского написаны с натуры. Работая быстро и вдохновенно, он стремился уловить и передать зрителю мельчайшие детали живого, изменчивого мира, исполненного романтикой, поэзией и красотой. В 1921 году состоялась первая и единственная персональная выставка Жуковского в России, на которой было представлено 74 его работы. У зрителей она имела большой успех, а критики напротив, обрушились на неё с резкими нападками.
Автор лирических пейзажей: «Лес. Папоротники. Закат» (1895), «Неман» (1895), «Закат. Верховья Волги» (1897), «Весенняя вода» (1898), «Ясная осень. Бабье лето» (1899), «Осень в усадьбе» (1906), «Озеро Молдино» (1909), «Старая усадьба» (1910), «Облачный день. На озере» (1910), «Весенний вечер» (золотая медаль на выставке в Мюнхене. 1912), «Осенний вечер», «Ветрено» (все — 1910-е годы), «Осень. Веранда» (1911), «Под весенним солнцем (Въезд в Островки)» (1915), «Ручей в хвойном лесу» (1920), «Река Вятка» (1922), «Речка на Полесье» (1928), «Ледоход на Немане» (1931), «Река Вилейка» (1932) и др.
Нередко создавал картины с интерьерами дворянских усадеб.

## Галерея работ

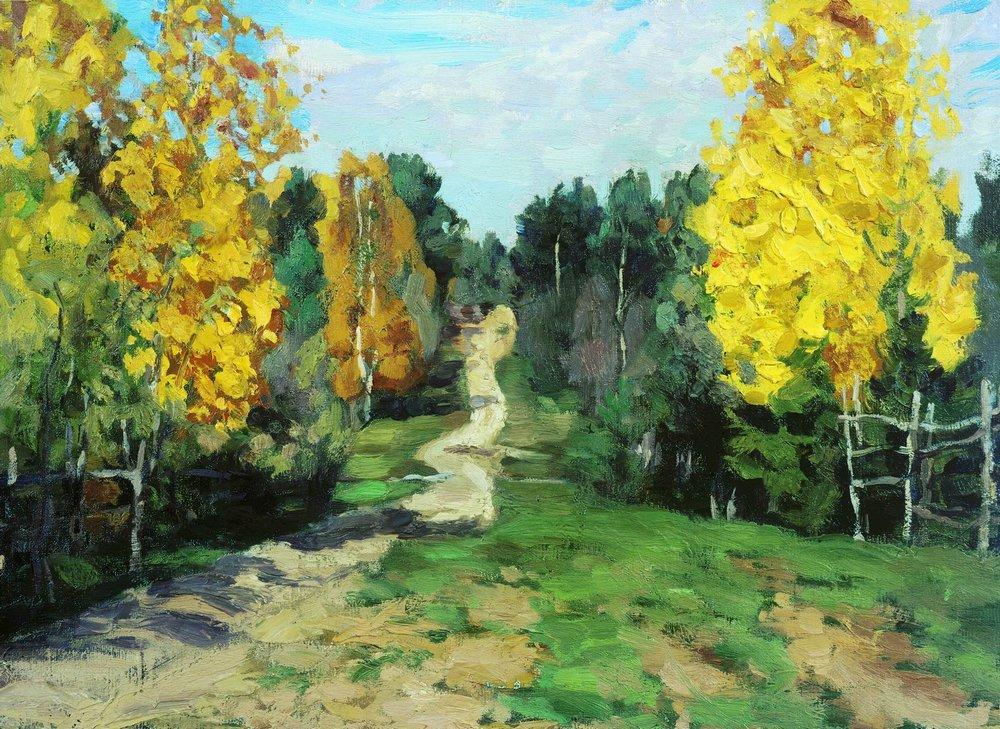
«Осень. Дорога»
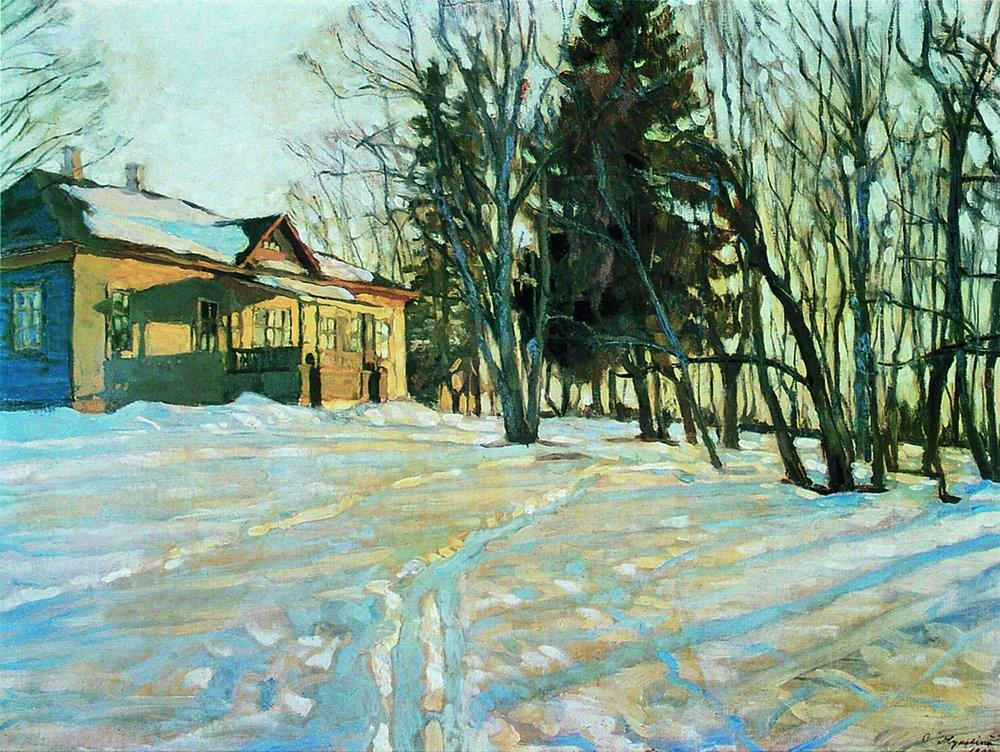
«Мартовский вечер» (1904)
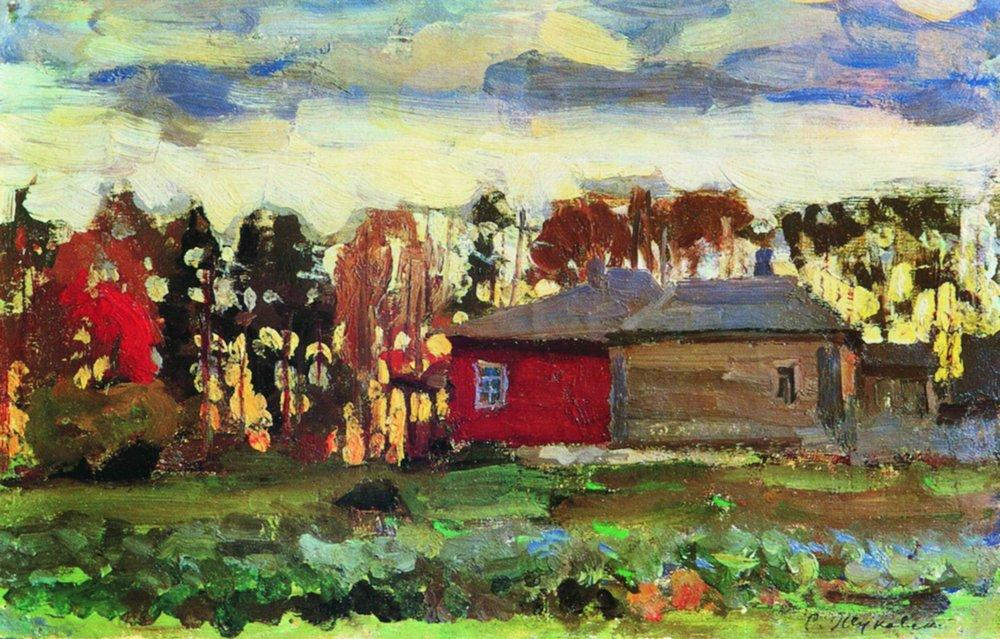
«Осенний вечер» (1905)
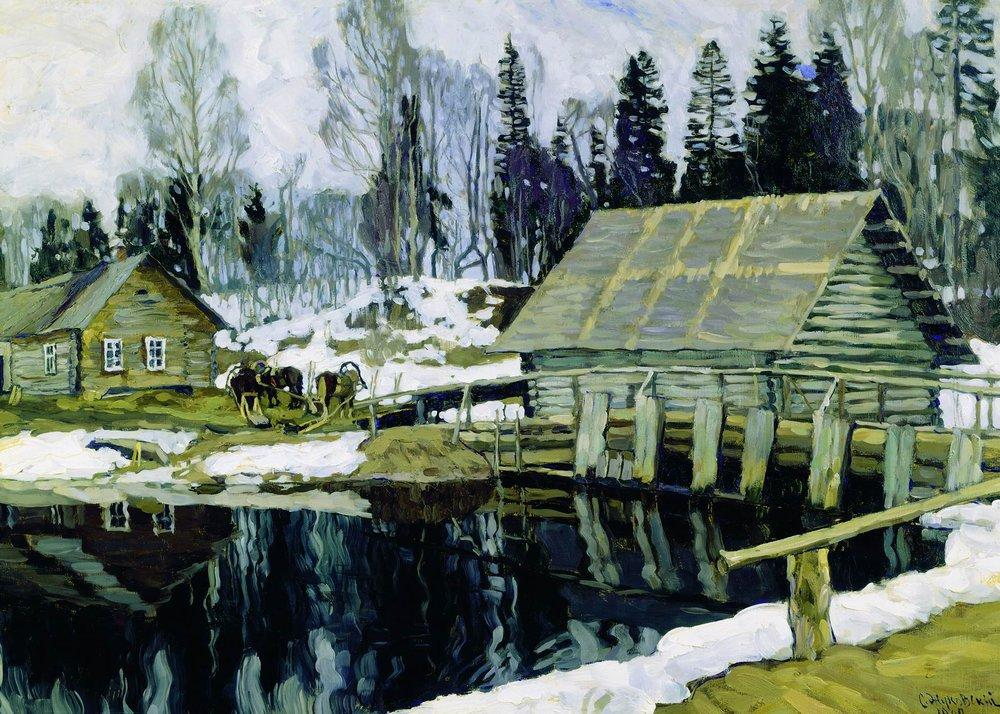
«Плотина» (1909)
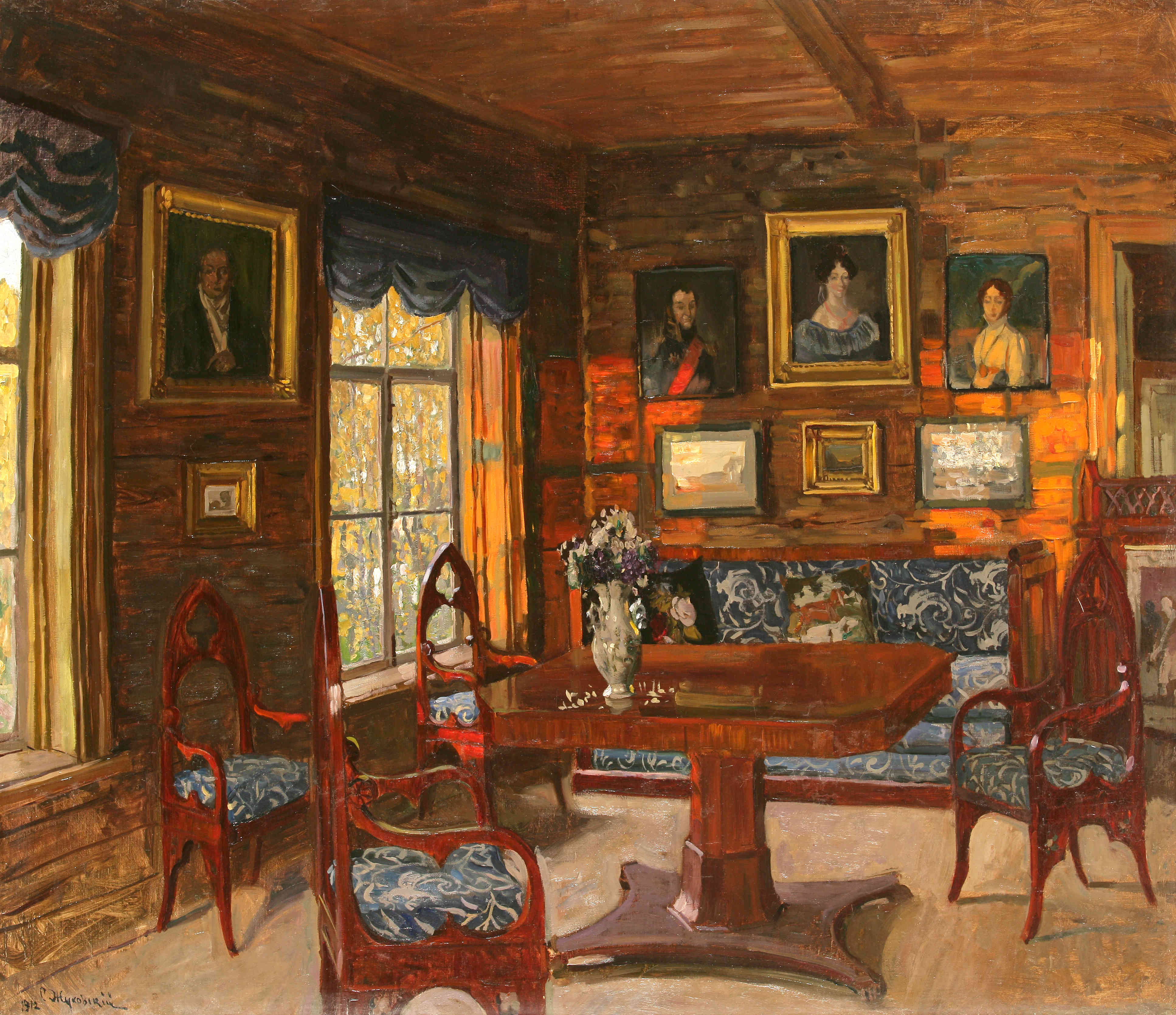
«Былое. Комната старого дома» (1912)
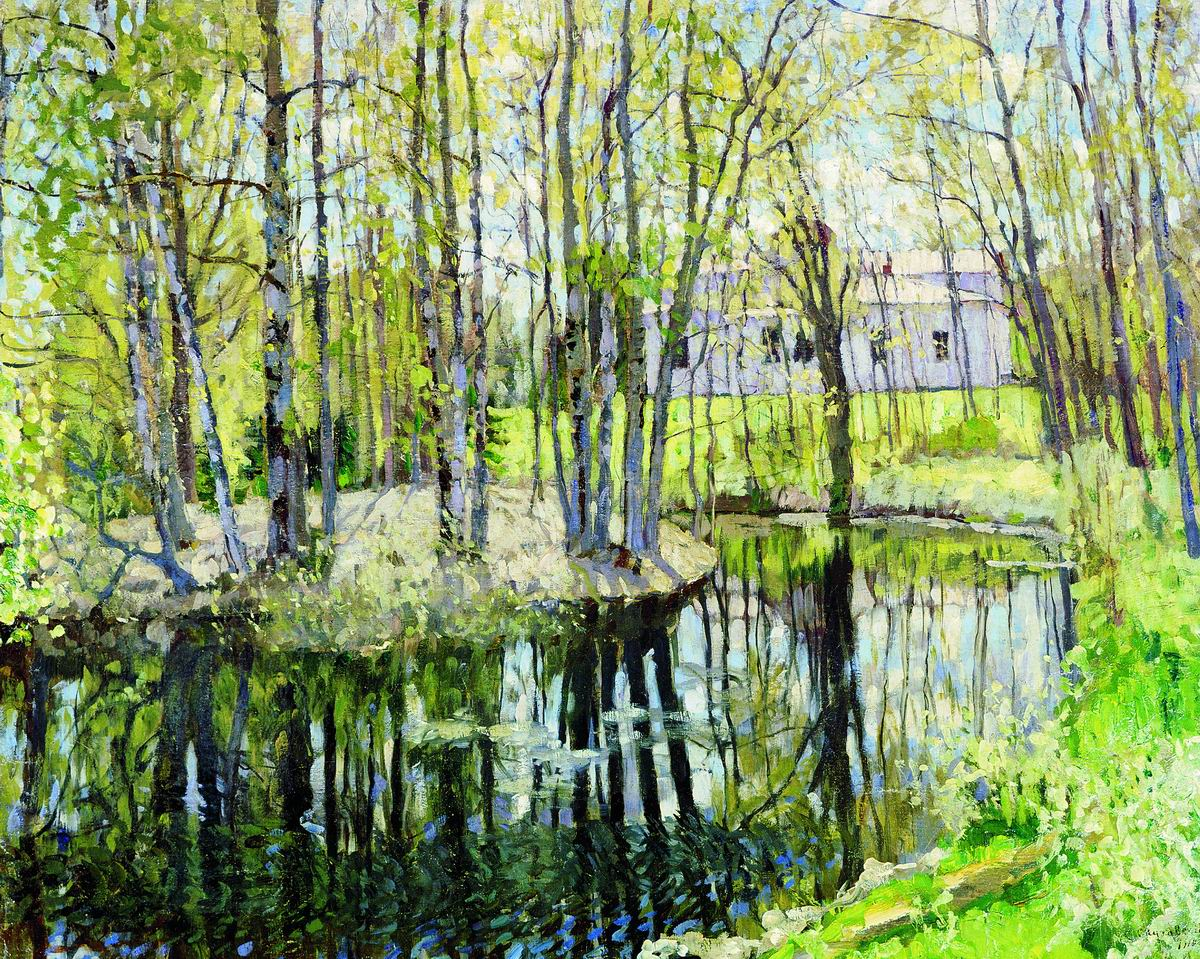
«Старая усадьба»
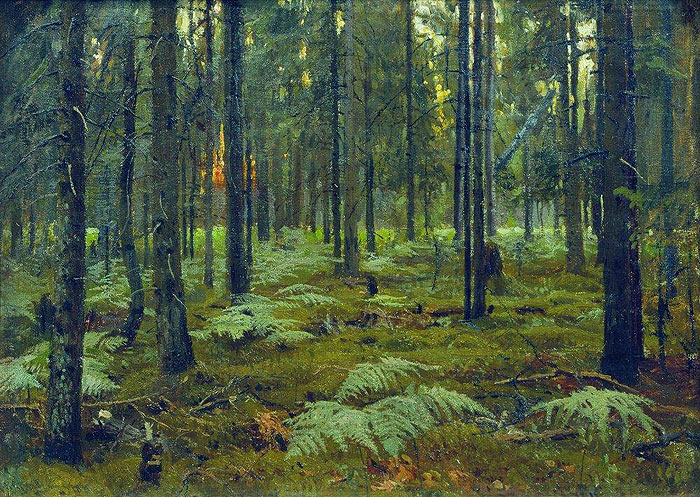
«Лес. Папоротники. Закат»
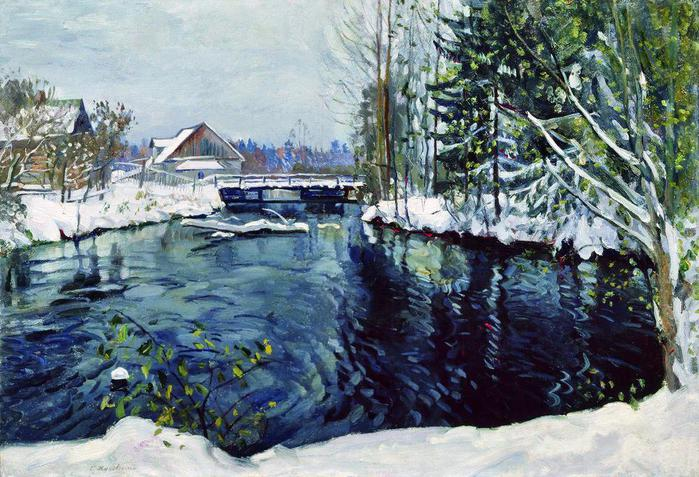
«Первый снег»
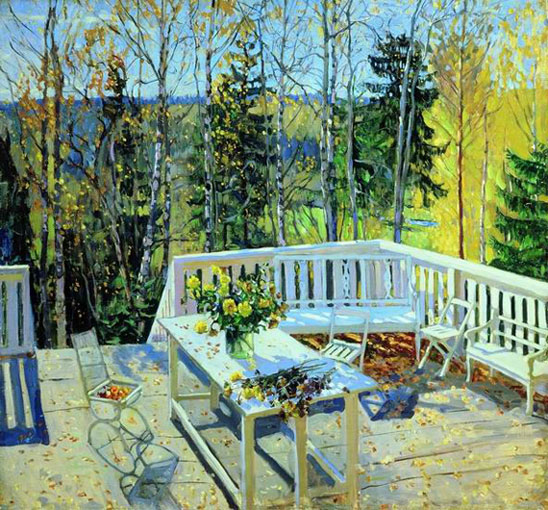
«Брошенная терраса»
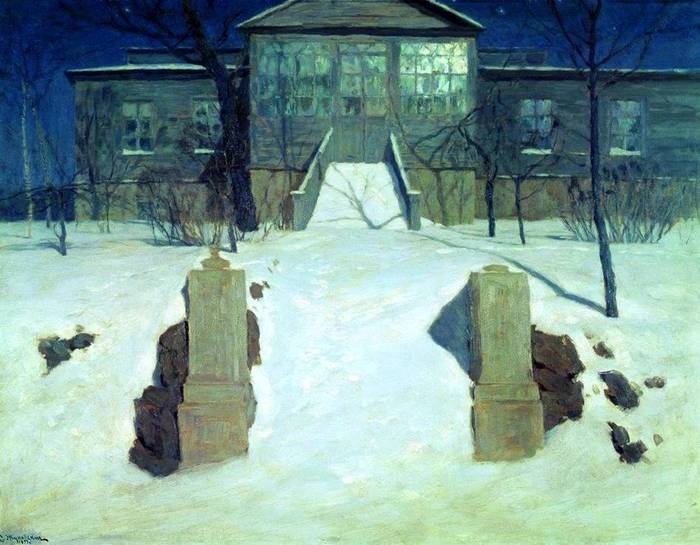
«Лунная ночь»